# Trichopelma coenobita
Trichopelma coenobita är en spindelart som först beskrevs av Simon 1889.  Trichopelma coenobita ingår i släktet Trichopelma och familjen Barychelidae.
Artens utbredningsområde är Venezuela. Inga underarter finns listade i Catalogue of Life.